# Torre Transamérica

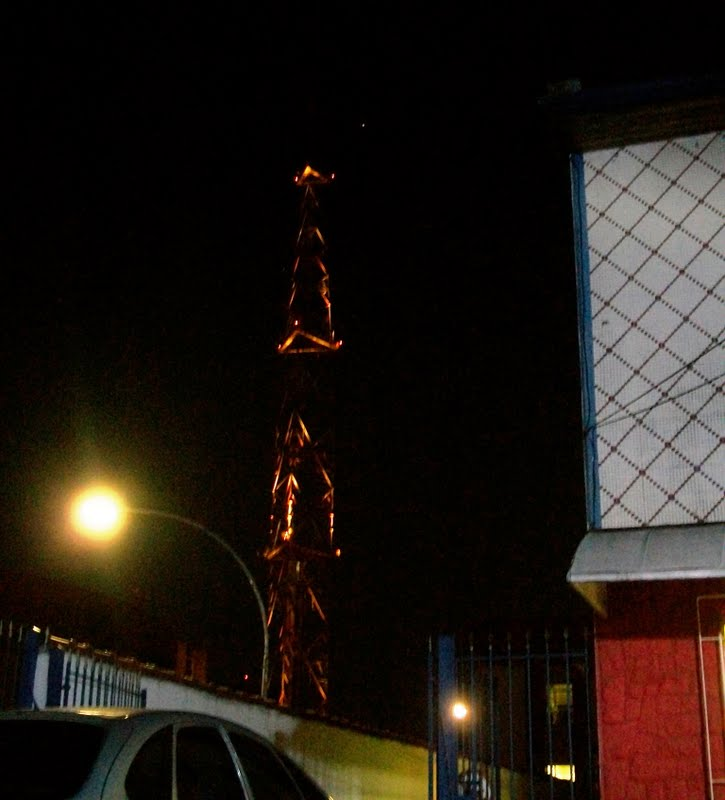
Torre da antena da Rádio Transamérica à noite vista da Rua Cerro Corá.

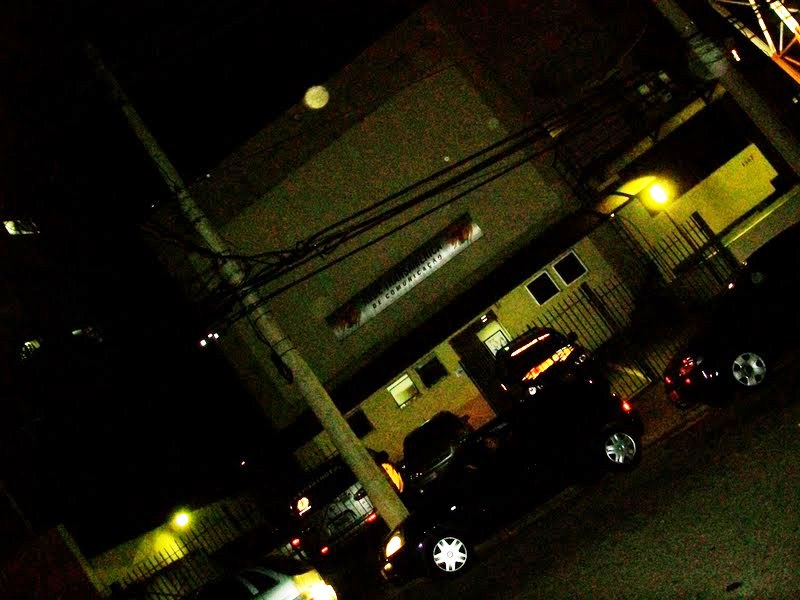
Sede da Rádio Transamérica São Paulo ao lado da torre que fica na arena abaixo e a antena via satélite no canto superior direito na Rua Pio XI.

Torre Transamérica é uma torre de rádio transmissora da Transamérica São Paulo, pertence ao Conglomerado Alfa. Está localizada na Rua Pio XI, 1587, bairro Alto da Lapa, na capital de São Paulo.
Com 180 metros de altura, é uma das maiores torres da América Latina. Em suas dependências, ela abriga um transmissor FM de 90 kW de potência que, se somado ao seu conjunto de antenas irradiantes, geram uma potencia de 420 mil Watts, sendo considerada a FM de maior potencia no mundo.[carece de fontes?]

## Transmissões no ar
A Torre Transamérica transmite a seguinte frequência de rádio:
- FM 100.1 MHz = Transamérica São Paulo